# Artère terminale
 (janvier 2025).
Une artère terminale est une artère qui est la seule à fournir du sang oxygéné à une partie du tissu.
Les artères qui ne s'anastomosent pas avec leurs voisines sont appelées artères terminales. Il n'y a pas de circulation collatérale en dehors des artères terminales.
Parmi les exemples d'artères terminales, on peut citer l'artère splénique qui alimente la rate et les artères rénales qui alimentent les reins. Les artères terminales présentent un intérêt particulier pour la médecine lorsqu'elles alimentent le cœur ou le cerveau, car en cas d'occlusion des artères, le tissu est complètement privé de sang oxygéné, ce qui entraîne un infarctus du myocarde ou un accident vasculaire cérébral ischémique. D'autres artères terminales alimentent tout ou partie du foie, des intestins, des oreilles, du nez, de la rétine et d'autres organes.
Les artères terminales existent lorsqu'il n'y a pas d'anastomose ou lorsqu'il y a une anastomose mais qu'elle est incapable de fournir un apport sanguin suffisant, d'où les deux types d'artères terminales :
- artère terminale anatomique (vraie) : pas d'anastomoses ;
- artère terminale fonctionnelle : anastomoses inefficaces.

## Artères terminales humaines
Les principales artères terminales humaines sont :
- les artères centrales de la rétine,
- les artères rénales,
- l'artère splénique,
- les artères coronaires,
- les artères du labyrinthe de l'oreille interne,
- des branches des artères cérébrales,
- des branches des artères mésentériques.

## Aspect clinique
L'occlusion d'une artère terminale provoque de graves perturbations nutritionnelles entraînant la mort du tissu qu'elle alimente. Par exemple, l'occlusion de l'artère centrale de la rétine entraîne la cécité. Les conséquences sont graves, car le flux sanguin vers cette région est complètement arrêté puisqu'il n'y a pas de circulation collatérale.